# Sex (альбом группы «Винтаж»)
Sex — второй студийный альбом российской поп-группы «Винтаж», выпущенный в 2009 году. Помимо обычного издания альбома, появившегося в продаже 14 октября 2009 года, также существует коллекционное издание с дополнительным DVD-диском.
Альбом является концептуальным произведением, основной темой которого стал секс. Диск получил в основном позитивные отзывы от критиков, которые отметили высокое качество записи и хорошо реализованную концепцию альбома.
Диск имел средний коммерческий успех, дебютировав на 12-м месте в российском чарте альбомов. В поддержку альбома была организована промокампания, включившая в себя презентацию альбома в Москве и промотур по городам СНГ.

## Создание песен и запись
Создание альбома началось в 2008 году. Первой записанной песней стала «Плохая девочка», написанная Алексеем Романоф и Александром Сахаровым. Композиция была записана Анной Плетнёвой в дуэте с актрисой Еленой Кориковой. По словам участников группы, песню сначала предлагали спеть различным певицам, в том числе Анне Седоковой и Вере Брежневой, а также фигуристке Татьяне Навке, но только Елена Корикова сразу согласилась её исполнить. По словам Анны Плетнёвой, когда началась работа над песней, сразу стало понятно, что она должна быть исполнена дуэтом: «Вопрос „с кем?“ долго оставался открытым, а решение нашлось в одно мгновение. Я смотрела „ТОР-100 самых сексуальных девушек“ в одном мужском журнале и увидела фотографию Лены Кориковой. С глянцевой страницы на меня смотрела настоящая „плохая девочка“». Как утверждала сама Елена, она сразу согласилась на запись, хотя очень осторожно относится к совместному творчеству. После совместной песни с Пресняковым, Лена рассматривала различные предложения для совместного музыкального творчества, но не находила аргументов «за». В отличие от остального предложенного материала, «Плохая девочка» понравилась Кориковой сразу:
«…буквально через несколько дней после первой встречи [они] уже записали песню». Песня «Victoria» была написана под вдохновением от комиксов Жана Эффеля, которые позже легли в основу пьесы Исидора Штока «Божественная комедия».
Песня «Ева» была записана за несколько дней. Юрий Усачёв, в интервью радиостанции «Бим», говорил, что идея создания композиции исходила от Алексея, который позвонил ему «на волне старой дружбы»:

…он говорит: «Слушай, как тебе идея, если мы сделаем совместный проект, смешение двух каких-то треков». Я говорю: «Отличная идея, давай возьмем первую песню „Гостей“ самую популярную, вы на неё пишите мелодическую линию, мы это все сляпываем, и как бы получается». Через два дня звонок, что все готово. Я говорю: «Вы что с ума сошли, что как быстро?» Они мне показали набросок, и действительно получилось очень интересно, и мы взяли за основу семпл из первой песни, которая называется «Беги от меня», и мы сделали смешанный трек…— Юрий Усачёв
Участник коллектива также говорил, что идея создания такой композиции не нова, так как ещё Мадонна, в 2006 году, в своей песне «Hung Up» использовала музыкальный отрывок из старого хита группы ABBA. По его словам: «Она взяла старую проверенную временем песню, вырезала из неё один музыкальный фрагмент и сделала очень качественную и популярную вещь». Ева Польна, во время конференции, проводимой газетой «Комсомольская правда», рассказала, что специально для песни перезаписала отрывок со своим голосом, который звучит в бридже композиции: «я собственноручно перепела уже своим новым, свежим голосом. Материнским, обновлённым. И не тем, десятилетней давности. Подумала, что это просто недостойно меня, если я возьму старый трек, вырежу кусок и туда вставлю».
В целом, по словам музыкантов, особых сложностей с записью альбома не было. Единственным сложным моментом, было желание участников коллектива наиболее искренне вжиться в роли персонажей песен. Также изменилась работа Алексея по написанию песен. По его утверждениям ранее весь материал писался им дома, за синтезатором, с наушниками. Позже, когда объём работы возрос, он решил не нагружать свою семью. Написание песен проходило в студии, в соавторстве с его партнёром Александром Сахаровым: «они усаживаются вдвоём и начинают сочинять: сначала одну гитарку запишут, потом другую, прибавят скрипочку и так по чуть-чуть получается новое произведение».
Александр Сахаров, являясь автором нескольких хитов известных исполнителей (в том числе песни Валерии «Маленький самолёт»), стал одним из саунд-продюсеров альбома и говорил после выхода альбома, что сотрудничество с группой «Винтаж» играет для него особую роль, так как помогает передавать его мировоззрение. Также он добавил, что в данном альбоме была раскрыта тема секса: «…[мы] в самом деле считаем, что „миром правит секс“, именно такие слова в припеве заглавной песни альбома».
Музыка к песне «Одиночество любви» была написана Романоф, после того, как он посетил одну из вечеринок в Москве:

У этой песни своя история. Накануне я побывал на вечеринке по случаю дня рождения одного довольно известного в шоу-бизнесе человека. И меня очень огорчило то, что я там увидел: ни одного честного лица, одни красивые коробочки, а внутри — пусто. Мишура! Ещё я немного выпил, и от всего вместе у меня наутро была такая легкая депрессия. Было тяжело на душе, я сел за пианино и за 15 минут написал «Одиночество любви», потом вместе с моим соавтором Сашей Сахаровым мы придумали текст. И я могу сказать: слава Богу, что то, о чём в песне поется, меня самого не коснулось! Иначе ничего подобного я бы никогда не сочинил.— Алексей Романов
К записи также были привлечены такие авторы, как Александр Ковалёв (работавший над дебютным альбомом группы) и Ксения Сахарова. Запись альбома проходила в московской студии «Velvet Music». По словам Анны Плетнёвой, она осталась довольна результатом работы над альбомом, назвав основной сложностью работу по вживанию в роли персонажей песен. Анна также рассказала, как участники коллектива понимают название нового альбома: «Все очень просто: секс — это музыка, а музыка — это секс».

## Тематика песен
По словам участников группы, альбом Sex — это «„музыкально-сексуальная энциклопедия“, где нашли место все возможные виды любви: продажная, мимолётная, однополая». По мнению Алексея Романоф, в альбоме нашло отражение каждого из участников группы и его создателей. Как говорил Алексей: «…в нём отражение каждого из нас. О сексе мы задумываемся до ста пятидесяти раз в день, в зависимости от либидо человека, и это касается каждого. Это то, что правит миром. Мы постарались вложить все аспекты этого прекрасного таинства в этот альбом».
Тематически альбом, в целом, следует за концепцией альбома. Большинство песен написаны на сексуальную тематику. Так, Гуру Кен пишет, что «„Винтаж“ поёт о сексе, как мужчины ходят в супермаркет — со списком всего необходимого на бумажке, чтобы не забыть». В свою очередь на сайте Afisha.uz написали, что «каждая из 13 композиций альбома — словно откровенная исповедь, по-своему раскрывающая общеизвестную фразу из мыслей Фрейда „только этим миром правит секс“, закреплённую в заглавной композиции альбома „Sex“». Песня «On/Off» написана об одноразовом сексе, лирика композиции «Делай мне больно» исполнена в садо-мазо стиле, а тема песни «Стриптиз» отражена в названии композиции. Песня «Мальчик» затрагивает тему гомосексуальности, рассказывая историю «про особый путь поиска „радуги“». Песня «Одиночество любви» говорит о том, что современные люди подчас не умеют любить.
Композиция «Ева», с одной стороны, посвящена Еве Польна и отражает тему лесбийских отношений, а с другой, участники коллектива вкладывают в неё дополнительный смысл:

«Ева» — это не просто любовь женщины к женщине, а попытка поставить себя на место человека, который вынужден всю жизнь страдать от неразделенных чувств к своему кумиру. Все артисты получают признания в любви, но мало кто осознает свою ответственность за вызванные им чувства.— Анна Плетнёва
В альбоме также поднимаются религиозные темы. Песня «Sex» содержит строчки о Боге, а песня «Victoria» наиболее полно раскрывает в альбоме эту тему, говоря о борьбе с пороками человечества.
Помимо секса и религии, в альбоме затрагиваются и социальные темы. Песня «Девочки-лунатики» написана о проституции. В одном из интервью, Алексей Романоф говорил (в частности, об указанной песне), что «в этом альбоме была затронута социальная проблематика, которой обычно в российском шоу-бизнесе пренебрегают».

## Музыка и тексты
По мнению Бориса Барабанова из газеты «Коммерсантъ», музыкальную основу альбома составил стиль электропоп, смешанный с поп-музыкой 1990-х. Первая песня альбома «Sex» — это композиция, выполненная в стилистике ориентального трип-хопа. Песню открывает фрагмент сонатины Муцио Клементи. В песню вложен основной смысл всего альбома, со строчкой «Этим миром правит секс». «Victoria» — это песня с поп-саундом, при этом её отличает запоминающийся мотив. В лирике песни группа пыталась проанализировать религию и донести до слушателя мысль о борьбе с пороками человечества. Композиция «On/Off» представляет собой «заряженную электроникой» песню, по стилю и аранжировке похожую на композиции группы Depeche Mode. В композиции используется фрагмент баварской народной песни. Стихи (лирика) песни говорят об «одноразовом» сексе, с откровенным предложением «меня попробуй». Яков Золотов в Dreamiech.ru описал песню, как «совершенно хулиганистую» и отмечал, что в ней есть вставка марша, которая «подчёркивает синхронность эмоций у кого бы то ни было — хоть у русских, хоть у немцев, хоть у кого-то другого». Четвёртый трек альбома «Делай мне больно» показывает в стихах, на какие лишения можно пойти ради любви. От лирики песни «веет оттенком садо-мазо».
«Девочки-лунатики» — это танцевальная поп-композиция. В лирике песни рассказывается «о жестоких реалиях жизни „ночных бабочек“». Стиль композиции сопоставим со стилем группы t.A.T.u.. Композиция «Мальчик» имеет лёгкую, прозрачную аранжировку.

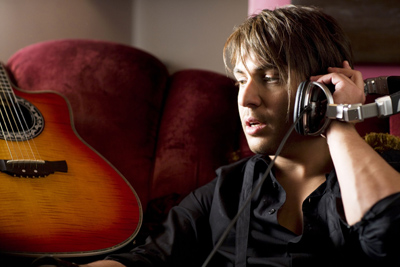
Алексей Романоф. Съёмки клипа «Ева».

Песня «Ева» основана на семпле из песни «Беги от меня» группы «Гости из будущего». Лирика также намекает на эту песню. Анна Плетнёва поёт строчку: «Сделай что-нибудь, от меня беги», что перекликается с текстом песни «Беги от меня», где Ева Польна поёт: «Беги от меня, пока не поздно». Также в бридже песни используется музыкальный отрывок с голосом Евы Польны. Хотя композиция является танцевальной, «по своему духу она очень грустна».
Перед началом песни «Одиночество любви» звучит интерлюдия в восточном стиле, исполненная под аккомпанемент гитары. Сама композиция по стилю относится к психоделическому попу, с этникой и танцевальными акцентами. В песне используются ситар, мощные басовые партии, а также элементы битбокса. В куплетах песни отсутствует мелодия, но её заменяет яркий семпл, что не характерно для российской поп-музыки. Песня «Стриптиз» — это инструментальная композиция, без использования ударных. Песня звучит лирично и чувственно, а заканчивается фрагментом увертюры из оперы «Евгений Онегин» Петра Чайковского. Композиция «Sex Dance» — это ремикс на заглавную песню альбома, в которой замиксованы фразы из всех остальных песен альбома. Последняя композиция альбома «XXL» — поп-песня с весёлым мотивом, раскрывающая в лирике тему чистой и большой любви. Борис Барабанов посчитал, что композиция «производит впечатление бисайда с какого-нибудь сингла Энрике Иглесиаса» и отмечал в ней наличие рэпа в стиле Лики Стар.

## Продвижение и релиз

### Презентация

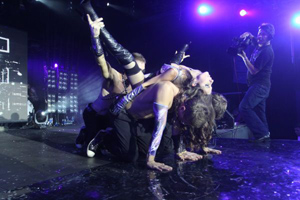
Анна Плетнёва на презентации альбома «Sex», где её поведение на сцене было названо «непристойным и местами даже вульгарным».

Презентация альбома состоялась 14 ноября 2009 года в московском клубе Milk и была организована в виде концерта, на котором присутствовало более 5 тысяч человек. На концерте-презентации группа исполнила некоторые песни из альбома Sex и несколько композиций из первого альбома. Также была исполнена песня «Я хочу быть с тобой» группы «Наутилус Помпилиус». На концерте также присутствовала Ева Польна, которая вышла на сцену перед исполнением песни «Ева». Изданию Intermedia.ru концерт особенно запомнился своей хореографией: «…Анна оправдывала название новой пластинки. И хореография, и её телодвижения в общем были предназначены, очевидно, для того, чтобы возбудить мужскую часть аудитории — она непрерывно хватала себя за причинные места, имитировала оргазмы и вообще вела себя крайне непристойно и местами даже вульгарно». Закрывала концерт песня «Одиночество любви».

### Синглы
- «Плохая девочка»

Песня была записана в дуэте с актрисой Еленой Кориковой и стала первым синглом альбома. Композиция стала первым синглом группы, который возглавил российский радиочарт. Также с помощью видеоклипа на эту песню группа выиграла награду в специальной номинации «Sex» на RMA 2008-го года канала MTV Россия.
- «Одиночество любви»

Композиция была выпущена как второй радиосингл альбома и также возглавила российский радиочарт. Песня получила музыкальную премию «Золотой граммофон» в 2009 году.
- «Ева»

Песня стала третьим синглом альбома и одновременно самым успешным синглом группы на данный момент, возглавив российский радиочарт сроком на 9 недель. Сингл был выпущен на CD-диске, в различных форматах (как CD-сингл и как ремиксовая версия).
- «Девочки-лунатики»

Песня стала четвёртым радиосинглом альбома, однако она не повторила успех предшествующих синглов, добавшись лишь до 14-го места в радиочарте.
- «Victoria»

Пятый радиосингл альбома. Песня добралась до 1-го места в чарте. Клип к песне представляет собой концертную запись группы.
- «Мальчик»

Шестой сингл альбома. Видеоклип, представляет фан-видео который сняла самостоятельно Анна Плетнёва.

## Реакция критики
| Оценки критиков | Оценки критиков |
| Источник        | Оценка          |
| --------------- | --------------- |
| Afisha.uz       | (8/10)          |
| Intermedia      | [ 2 ]           |
| Muz.ru          | (положительная) |
| NewsMusic       | (8/10)          |
| Weburg.net      | (положительная) |
| Карта Музыки    | (10/10)         |
| Коммерсантъ     | (смешанная)     |
| МирМэджи        | (смешанная)     |

Негативную оценку альбому дали на сайте проекта «МирМэджи». На сайте написали, что «столько грязи, пошлости и вульгарности вложено в эту пластинку…». А также отметили, что группа «выбрала стержнем нового альбома крайне избитую тему, она хоть и крутится в головах ежедневно, но уже сегодня считается затёртой, а проще сказать — неинтересной». Особо негативно описываются песни «Стриптиз» и «Victoria», а позитивно — «Мальчик», «Ты для меня» и «XXL». В целом, на сайте, отметили общую «попсовость» музыки, однако, обратили внимание на неплохой уровень аранжировок. В завершении статьи в издании написали, что «если группа „Винтаж“ хочет славы, она её получит. Грязь — самый хорошо усваиваемый продукт людьми во все времена».
Более позитивную оценку альбому дал Гуру Кен. Журналист обратил внимание, что в альбоме мощно реализована его концептуальная часть, сказав, что «…чтобы поп-альбом был посвящён одной теме, и раскрывал её — такого не было со времени дебютного альбома МакSим». Автор высказал мнение, что «„Винтаж“ поёт о сексе, как мужчины ходят в супермаркет — со списком всего необходимого на бумажке, чтобы не забыть» и отметил, что группа в альбоме затрагивает такие темы, как проституция, гомосексуальность, лесбиянство, одноразовый секс, садо-мазо и стриптиз. В завершение статьи автор написал, что «новый альбом наверняка вознесёт „Винтаж“ в высший эшелон шоу-бизнеса, прежде всего — за счёт полноценных хитов…» и поставил альбому оценку в 8 из 10 баллов.
Алексей Мажаев из Intermedia дал альбому противоречивую оценку. Журналист отметил, что группа, по видимому, решила занять место группы t.A.T.u. в российском шоу-бизнесе и вполне имеет на это все шансы, однако, в данном альбоме «Винтаж» перешли определённую грань и «эротика перевесила музыку». В этом контексте журналист вспомнил о «порно-периоде» Мадонны и её скандальный альбом Erotica. Также автору статьи не очень понравились эксперименты в альбоме, в том числе использование в заглавной песне увертюры из «Евгения Онегина» П. И. Чайковского. Более позитивно была отмечена лирика альбома, где автор выделил такие фразы из альбома, как «давай меня попробуй» и «делай мне больно». В целом журналист позитивно описал песни «Victoria», «Девочки-лунатики», «Ева», «Плохая девочка» и дал противоречивую оценку песне «Одиночество любви».
Положительную оценку дали на сайте Muz.ru. Андрей Житинёв пишет, что творческий тандем Романоф и Плетнёвой создал «нечто выдающееся». Были позитивно оценены аранжировки альбома, а также лирика, которую автор назвал «изящным образчиком словесности на заданную тему». В целом, журналист назвал альбом нестыдным произведением, «за авторов которого можно только порадоваться». По итогам 2009 года Muz.ru внесли альбом в свой список «ТОП 50 лучших альбомов 2009». Альбом был помещён на 4 место списка, уступив лишь альбомам Леди Гаги, Бейонсе и сборнику песен Евровидения. В списке сайта «Топ 100 композиций 2009» песня «Ева» заняла 3 строчку, а композиция «Девочки-лунатики» 25 место.
Положительную оценку альбоме дали на сайте проекта «Карта Музыки». Позитивно описывается как оформление диска, так и музыкальное содержимое альбома. Изданию понравились мелодии альбома, аранжировки и лирика песен: «Все мелодии на редкость чувственные, а самое главное — мелодичные и музыкальные. Использованы интересные и оригинальные аранжировки. Есть как танцевальные, так и лиричные композиции. Группа немало внимания уделила и текстам песен, они идеально гармонируют с музыкой». В целом, по мнению сайта, группа в альбоме «задаёт стандарты качества, которые в настоящее время утратило большинство артистов в погоне за деньгами и модой».
Также положительно альбом был оценён на сайте Weburg.net. Олег Лузин пишет, что с новым альбомом группа претендует на большее. С новым саундом группа стала звучать, как «Hi-Fi» и «Гости из будущего». По мнению журналиста, если «Винтаж» станет двигаться в таком же направлении, они смогут стать лидерами российской поп-сцены.
Композиция «Ева» была номинирована на независимую музыкальную премию «Степной Волк 2010», в категории «песня», наряду с работами Noize MC, «СБПЧ» и Севары Назархан. Альбом был также номинирован в категории «альбом года» на премии Муз—ТВ 2010.

## Коммерческий успех альбома
Диск дебютировал в российском чарте альбомов 22 октября на 12-й позиции. Во вторую неделю альбом опустился до 15 позиции. В третью неделю продаж диск опустился ещё на 3 позиции — до 18 места. Четвёртая неделя продаж ознаменовалась ещё большим падением — до 23 места. В пятую неделю альбом достиг 13-й позиции, а шестую опустился на одну позицию. В седьмую неделю продажи диска снова упали — до 23-й позиции, после чего альбом покинул чарт. В целом коммерческий успех альбома был очень низким, так как продажи не достигли даже золотого статуса в 50 тысяч копий. Цифровой релиз альбома был более успешен, так как он добрался до 5-й строчки чарта 30 самых скачиваемых альбомов портала Muz.ru.
Сергей Балдин, генеральный менеджер компании «Gala records», которая занималась дистрибуцией альбома, говорил, что плохие продажи альбома связаны с общим состоянием музыкального рынка. В то же время синглы альбома стали одними из самых продаваемых в цифровом каталоге компании. Sex занял 115 строчку в чарте самых продаваемых в России альбомов на физических носителях за 2010 год, по информации компании 2М и Lenta.ru.

## Варианты изданий альбома
Подарочная версия альбома представляет собой шести полосный диджипак с двумя треями для дисков. Внутри упаковки вклеен буклет с информацией об альбоме. Буклет состоит из 6 страниц и открывается чёрным изображением, на котором выполнена надпись «F*ck me». Внутри буклета находятся фотографии с фотосессии к альбому и перечислены песни и участники записи. На обложке альбома располагается фотография Анны Плетнёвой, с завязанными глазами, позади которой находится надпись с названием группы, а на полу перед ней свечами выложена надпись «SEX».
В подарочное издание альбома, помимо основного CD с композициями, также вошёл DVD-диск с несколькими клипами группы:
- «Плохая девочка»
- «Плохая девочка» (trash версия)
- «Одиночество любви»
- «Одиночество любви» (силикон-версия)
- «Ева»

Упрощённое издание альбома представляет собой обычный CD-бокс.
Альбом также был выпущен на флэш-карте, в формате microSD/SD. На флэш-карте содержится сам альбом, видеоклипы из подарочного издания, а также цифровой буклет с фотографиями. Такой релиз можно было приобрести только в салонах связи «Евросеть». Данную флэш-карту с объёмом 2048 мегабайт можно форматировать.

## Версии изданий
- Sex (2009) CD
- Sex (2009) CD+DVD первое издание
- Sex (2009) CD+DVD второе издание
- Sex (2009) microSD
- Sex (2009) CD+DVD украинское издание

## Список композиций
| №   | Название                                        | Автор(ы)                                                    | Длительность |
| --- | ----------------------------------------------- | ----------------------------------------------------------- | ------------ |
| 1.  | «Sex»                                           | Алексей Романоф, Александр Сахаров                          | 5:07         |
| 2.  | «Victoria»                                      | Алексей Романоф, Александр Сахаров                          | 3:56         |
| 3.  | «On/Off»                                        | Алексей Романоф, Александр Сахаров                          | 2:54         |
| 4.  | «Делай мне больно»                              | Алексей Романоф, Александр Сахаров                          | 4:13         |
| 5.  | «Девочки-лунатики»                              | Алексей Романоф, Александр Сахаров                          | 4:11         |
| 6.  | «Мальчик»                                       | Алексей Романоф, Александр Ковалёв, Александр Сахаров       | 3:48         |
| 7.  | «Ева»                                           | Александр Сахаров, Ева Польна, Алексей Романоф, Юрий Усачёв | 4:11         |
| 8.  | «Плохая девочка» (совместно с Еленой Кориковой) | Алексей Романоф, Александр Сахаров                          | 3:35         |
| 9.  | «Одиночество любви»                             | Алексей Романоф, Александр Сахаров                          | 3:57         |
| 10. | «Ты для меня»                                   | Алексей Романоф, Александр Сахаров                          | 3:37         |
| 11. | «Стриптиз»                                      | Алексей Романоф, Александр Ковалёв                          | 3:53         |
| 12. | «Sex Dance»                                     | Алексей Романоф, Александр Сахаров                          | 2:58         |
| 13. | «XXL»                                           | Алексей Романоф, Ксения Сахарова                            | 3:57         |

Источник:

## Участники записи
В создании песен, записи и оформлении альбома приняли участие следующие музыканты и оформители:
- Алексей Романоф — музыка (дорожки 1-3, 6-13), текст (дорожки 4-6, 13), саунд-продюсирование, бэк-вокал
- Александр Сахаров — музыка (дорожки 4, 5), текст (дорожки 1-3, 5-10, 12), аранжировка, сведение, мастеринг, саунд-продюсирование
- Анна Плетнёва — саунд-продюсирование, вокал
- Юрий Усачёв — музыка (дорожка 7)
- Александр Ковалёв — текст (дорожки 6, 11)
- Ксения Сахарова — текст (дорожка 13)
- Ева Польна — текст (дорожка 7)
- Елена Корикова — вокал (дорожка 8)
- Евгений Курицын — фото

## Комментарии
1. ↑  часть которая обычно идёт в виде проигрыша после исполнения куплетов и припевов, но может быть и со словами, в бридже как правило делается какое-либо мелодическое, аранжировочное, гармонизационное изменение, расставляются акценты и т. д.